# Роланд Фрайслер
Роланд Фрайслер (Фрейслер; нім. Roland Freisler; 30 жовтня 1893, Целле — 3 лютого 1945, Берлін) — німецький нацистський державний діяч, статс-секретар імперського міністерства юстиції Німеччини (1934–1942), голова Народної судової палати (1942—1945).

## Життєпис
Народився в родині інженера. Добровольцем брав участь у Першій світовій війні, у жовтні 1915 року потрапив до російського полону в офіцерський табір. Перебуваючи в полоні, вступив до лав більшовицької партії. Служив комісаром із постачання продовольства табору, у якому його тримали під час Громадянської війни в Росії.
1920 року повернувся до Німеччини. Навчався на юридичному факультеті Єнського університету. У 1922 році здобув ступінь доктора юриспруденції, з 1924 року — адвокат у Касселі, став депутатом міської ради від вкрай правого «народно-соціального блоку».
У липні 1925 року вступив до НСДАП. У 1932 році був обраний депутатом прусського ландтагу від нацистської партії, у 1933 — депутатом рейхстагу. У червні 1934 року призначений статс-секретарем імперського міністерства юстиції Німеччини. У січні 1942 року взяв участь у Ванзейській конференції, де ухвалено план остаточного розв'язання єврейського питання, що передбачав знищення всіх євреїв Європи.
20 серпня 1942 року змінив Отто Тирака на посаді президента Народної судової палати. Він вів практично всі судові засідання щодо змови 20 липня 1944 року, відправивши більшість підсудних на шибеницю (жінок — на гільйотину). Фрайслер вирізнявся холоднокровністю та безжалісністю стосовно підсудних, часто супроводжував засідання відвертими знущаннями; Тирак, який обіймав тоді посаду міністра юстиції, скаржився на нього Мартіну Борману, стверджуючи, що його поведінка «дуже сумнівна й завдає шкоди серйозності цього важливого акту». Гітлер порівнював його з радянським прокурором доби сталінських репресій Андрієм Вишинським.

### Смерть
Фрайслер загинув під час чергового засідання суду над учасником змови Фабіаном фон Шлабрендорфом: внаслідок американського бомбардування йому на голову впала балка зі стелі.
Похований на Далемському лісовому цвинтарі в Берліні, у могилі тестя та тещі. Ім'я Фрайслера на пам'ятнику не вказано.